# Орлівка (Ізмаїльський район)
Орлі́вка (рум. Cartal, болг. Картал, до 1946 — Картал) — село Ренійської міської громади, у Ізмаїльському районі Одеської області України. Розташовано на кордоні із Румунією. Населення складає 3047 осіб.

## Символіка
Символіка затверджена рішенням сесії сільської ради. Автори — О. Маскевич, В. М. Джунь.
Герб
У синьому щиті зі срібною хвилястою розімкнутою балкою у верхній частині — срібний орел з розпростертими крилами, золотими дзьобом та лапами. У нижній — три золотих колоски з одного стебла, супроводжувані золотими виноградними лозами з гронами, що розходяться. На лівій та правій частинах балки, назустріч одна одній, пливуть дві лазурові риби. Щит вписаний у золотий декоративний картуш та увінчаний золотою сільською короною. На синій девізній стрічці з золотим підбоєм золотий напис «ОРЛІВКА».
Прапор
На синьому квадратному полотнищі в центрі — біла горизонтальна хвиляста розімкнута смуга в 1/10 ширини прапора. У верхній частині — білий орел з розпростертими крилами, жовтими дзьобом й лапами; у нижній — три жовтих колоски з одного стебла, супроводжувані жовтими виноградними лозами з гронами, що розходяться. На лівій та правій частинах білої смуги, назустріч одна одній, пливуть дві сині риби.

## Історія

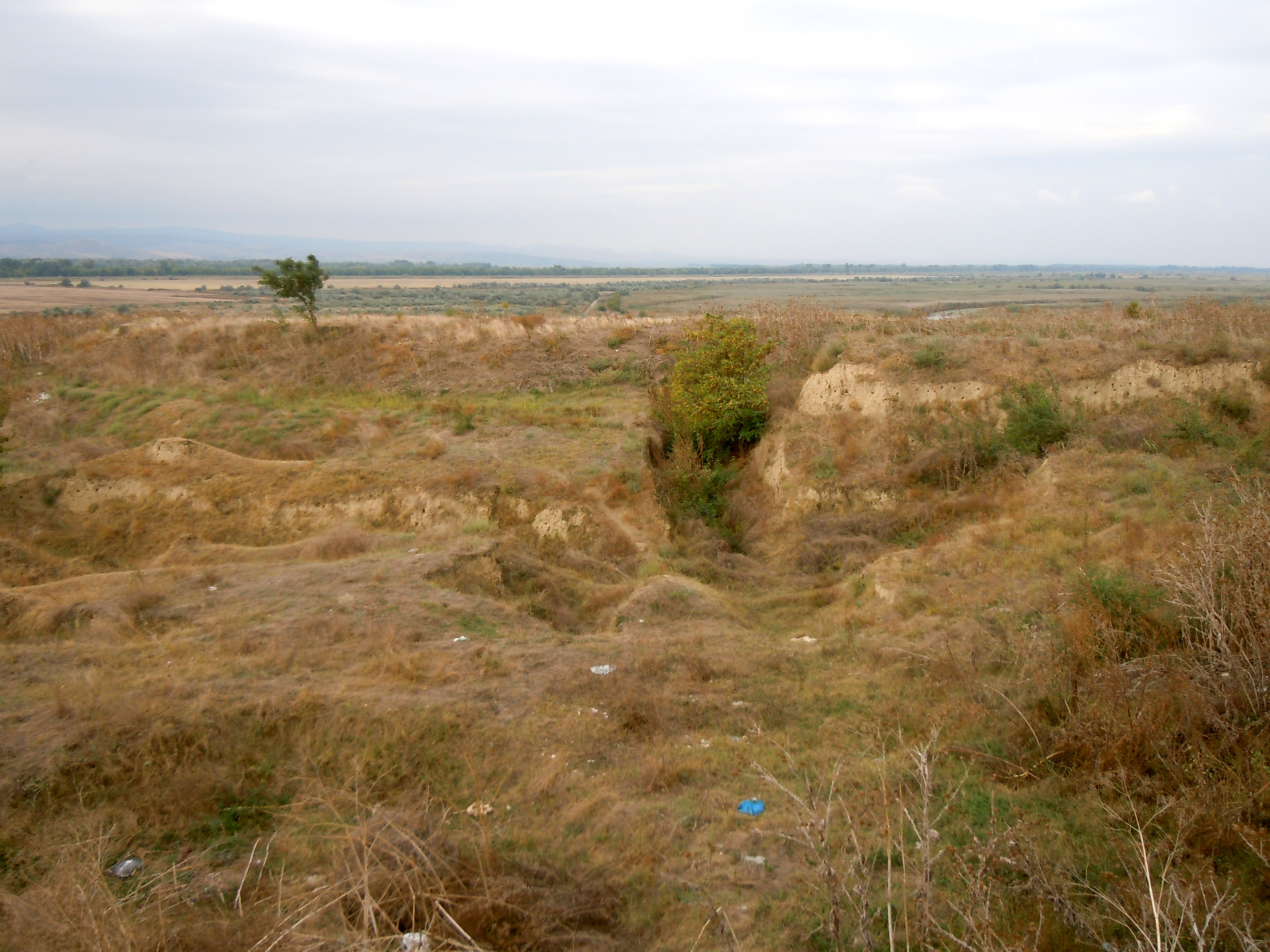
Городище «Кам'яна Гора» на околиці села

На околицях Орлівки виявлені залишки поселень епохи міді (гумельницької культура, IV тисячоліття до н. е.), Бронзи (II тисячоліття до н. е.), А також поселення раннього заліза (VII—VI ст. до н. е.), на території якого римляни в I—III ст. н. е. збудували фортецю під назвою Аліобрикс. Відомий гето-дакійських могильник IV—III ст. до н. е. На території села 1967 року було знайдено скарб електрових давньогрецьких монет (статерів) V—IV ст. до н. е., карбованих в місті Кізік, який увійшов в історію під назвою Орлівський скарб кізикінів.
На східному березі озера Кагула в III—V ст. н. е. розташовувалося поселення зі змішаним населенням, у складі якого були слов'яни Черняхівської культури.
Перше документальне свідчення про село Орлівка наводить у своїй книзі «Descriptio Moldaviae» («Опис Молдови»), князь Димитрій Кантемір 1714 — 1716 (Картал — перекладається як «Орел» з татарської мови. Село носило таку назву до 1946 року).
За Бухарестським договором 1812 року село увійшло до складу Російської імперії.
У селі існує пам'ятник, встановлений 1888 року на честь російських воїнів, які переправлялися через Дунай у 1828 році, під час Російсько-турецької війни (1828—1829).
Перша радянська окупація розпочалась у грудні 1917 року встановленням радянської влади, й тривала до румунської акупації Бессарабії (тривало до 1940 року)
У 1924 році в селі було розкрито підпільну комуністичну організація, члени якої брали участь у Татарбунарському повстанні. Частина підпільників піддалася арешту.
Радянська окупація відновлена у 1940 року — у результаті пакту Молотова — Ріббентропа (1939), Бессарабія, Північна Буковина були приєднані до СРСР 7 серпня 1940 року, була створена Ізмаїльська область, з територій у південній Бессарабії були об'єднані з УРСР. У тому ж році засновано колгосп «Іскра». Відновлений в 1946 році, він отримав назву «Прикордонник».
На фронтах німецько-радянської війни билися 243 вихідця з села; 98 з них відзначені урядовими нагородами. За період війни від рук загарбників загинули 145 жителів Картала. У червні-липні 1941 року в районі села впродовж місяця прикордонники вели запеклі бої, затримавши цим форсування Дунаю нацистськими військами. У період окупації села нацисти уклали в концентраційний табір членів сільради та активістів. В 4 км від села споруджено пам'ятник радянським воїнам-прикордонникам, загиблим в 1941 році.
У 1945 року Указом Президії Верховної ради УРСР село Картал перейменовано в Орлівку.
З 15 лютого 1954 після скасування Ізмаїльської області територія села Орлівка була передана до складу Одеської області УРСР.
12 червня 2020 року, відповідно до Розпорядження Кабінету Міністрів України від № 724-р «Про визначення адміністративних центрів та затвердження територій територіальних громад Одеської області», увійшло до складу Ренійської міської територіальної громади.
19 липня 2020 року, в результаті адміністративно-територіальної реформи і ліквідації Ренійського району, село увійшло до складу новоутвореного Ізмаїльського району.
У червня 2025 року біля села розпочала роботу археологічна експедиція Університету ім. К.Д. Ушинського.

## Населення
Згідно з переписом 1989 року, чисельність наявного населення села становила 3054 особи, з яких 1488 чоловіків та 1566 жінок.
За переписом населення 2001 року в селі мешкало 2980 осіб.
Мова
Розподіл населення за рідною мовою за даними перепису 2001 року:
| Мова       | Відсоток |
| ---------- | -------- |
| румунська  | 95,37 %  |
| російська  | 1,61 %   |
| українська | 1,25 %   |
| болгарська | 0,75 %   |
| гагаузька  | 0,53 %   |
| циганська  | 0,23 %   |
| білоруська | 0,03 %   |

## Сучасність
У селищі є середня школа, будинок культури із глядацькою залою на 450 місць, дві бібліотеки із книжковим фондом 16 тис. примірників, фельдшерсько-акушерський пункт, дитячий садок, відділення зв'язку, ощадна каса, будівельний магазин, ветеринарна аптека, тренажерний зал, 14 магазинів, їдальня, авто й мото магазин запчастин, будинок побуту. З 1966 по 1976 роки у селі побудовано 135 індивідуальних житлових будинків.

## Економіка
- ТОВ «Дунай-Агрос» — підприємство з виробництва зернових та зернобобових культур[8];
- Орлівський екологічний парк «Картал» — відкрився у червні 2017 року в околицях села Орлівка. Передпосилками стали ідеї розвитку екотуризму у регіоні. Регіон виступає своєрідним історико-етнографічний резерватом. Екопарк «Картал» став частиною реалізації пілотного міні-проекту з адаптації місцевої територіальної громади до глобальних кліматичних змін в рамках міжнародного проекту «Climate Forum East II». Роботи з облаштування парку взяли на себе Орлівська сільська рада та одеська громадська організація «Центр регіональних досліджень» за фінансової підтримки Євросоюзу та сприяння «Національного екологічного центру України»[9][10];
- Поромна переправа Орлівка — Ісакча — річкова поромна переправа через Дунай з міжнародним пунктом пропуску, що з'єднує Україну із Румунією. Термінали розташовані поблизу села Орлівка та румунського міста Ісакча, Добруджа. На території України сполучається трасою М 15 (Одеса — Рені). Переправа скорочує до 200 км шлях з Одеси до причорноморських регіонів Румунії, Болгарії, Туреччини та деякі райони Греції[11][12][13]. Для автомобільного транспорту переправу було відкрито 11 серпня 2020 року[14] Станом на серпень 2021 року переправа працює із 7-30 до 22-30, рейс кожні дві-три години.[15] Фактично за добу переправлялося близько 600 людей і 300 транспортних засобів.[16]

## Освіта, культура та спорт
День 22 травня мешканці Орлівки відзначають День селища (храмове свято) та День святого Миколая Чудотворця.
Роботу скульптора Тудора Ботина, уродженця Орлівки, члена Спілки художників Молдови, професора Молдавського державного політехнічного університету, 2013 року було встановлено у центрі села — 15-метровий уклінний хрест, який звернений на всі чотири сторони світу.
До святкування Дня села 2016 року, при в'їзді у село було встановлено дубовий поклінний хрест за ініціативи сільського голови Михайла Куванжі та фінансової підтримки сільгосппідприємства «Дунай-Агрос». Автор композиції — скульптор Тудор Ботин.
У березні 2016 року Асоціація молдаван України провела в Орлівці обласний фестиваль «Мерцішор».
Свій 160-річний ювілей 6 жовтня 2017 року відсвяткувала Орлівська школа.
В Орлівці культивуються два види спорту — футбол та вільна боротьба..

## Цікавинки
- Неподалік села знаходиться історична переправа[23][24] (єдина у нижній течії) через Дунай, ширина річки тут становить всього 800 метрів.
- Неподалік села знаходяться бетонні з'їзди у Дунай, які призначались для швидкого десантування[25] Болградської дивізії (важкі танки та ін.)
- 29 квітня 2012 року неподалік села, біля стародавньої дунайської переправи, через яку гуни здійснювали набіги на Візантійську імперію, на 10-сантиметровій глибині виявлено невелику золоту пластину[26][27].
- Голубці в селі мають назву «cармале» (з турецької «sarmale», тобто «обмотувати»). Готують їх переважно із свіжого листя винограду, яке ошпарюють в окропі з сіллю, щоб воно стало м’яке й придатне до закручування. Начинку готують із рису, свинячого фаршу, додають цибулю, моркву, зелень та тушкують в казані на слабкому вогні.[28]

## Особи, пов'язані з селом
- Бондар Рима Дмитрівна — український та радянський археолог-античник, кандидат історичних наук, доцент кафедри стародавнього світу та середніх віків Одеського національного університету імені І. І. Мечникова — заповіла розвіяти свій прах у селі Орлівка, над місцями, де під її керівництвом протягом багатьох років проходили археологічні розкопки.
- Ботин Тудор — скульптор, член Спілки художників Молдови, професора Молдавського державного політехнічного університету. Народився в Орлівці. Живе й працює у Кишиневі. У селі встановлено дві його роботи. Його іменем названа сільська вулиця[18].
- Пережогін Ілля Миколайович (1993-2020) — сержант 131-ї окремого розвідувального батальйона — загинув 10 березня 2020 року у зоні АТО від смертельного поранення[29][30].

## Галерея

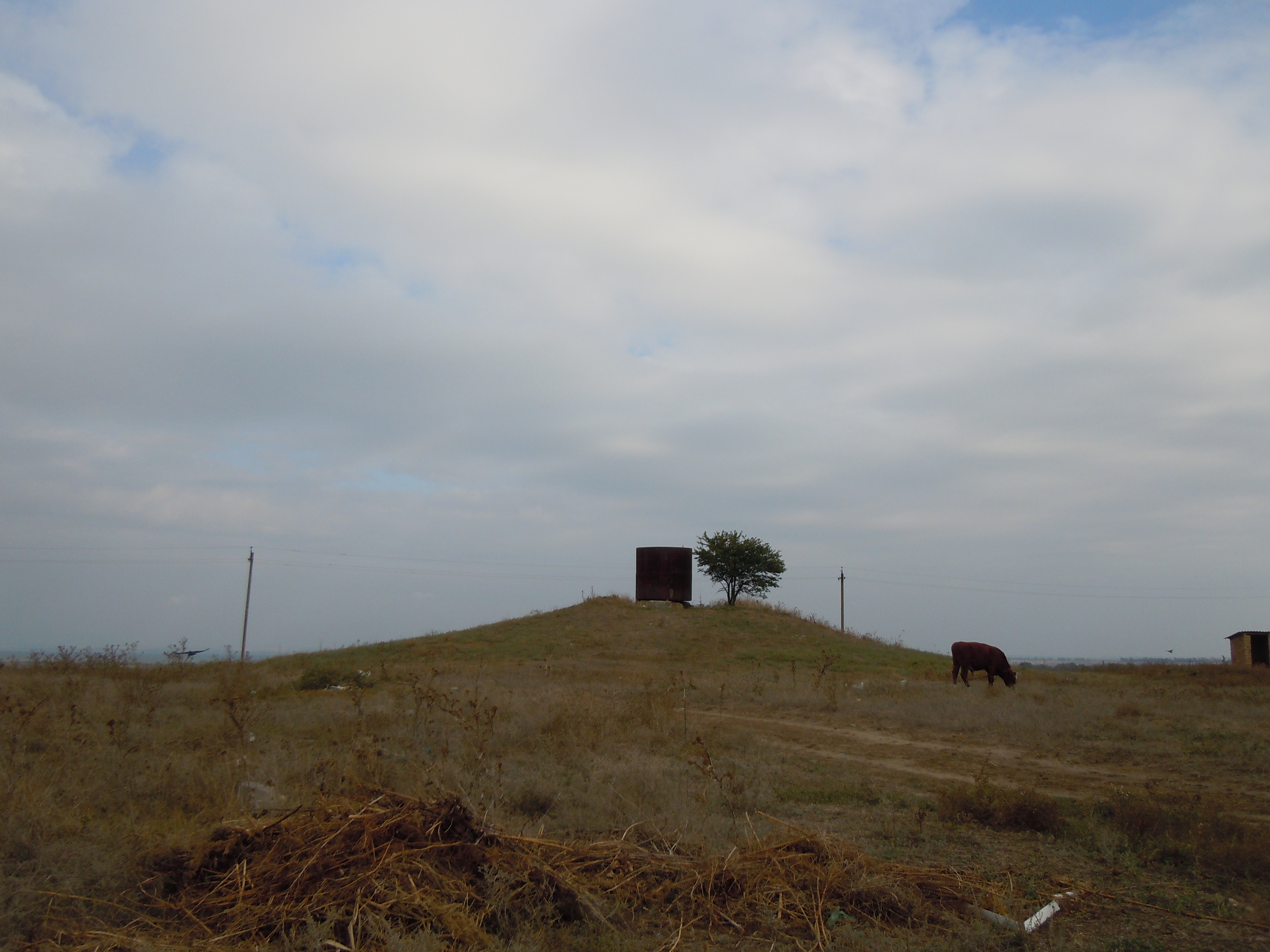
Могильник ґрунтовий
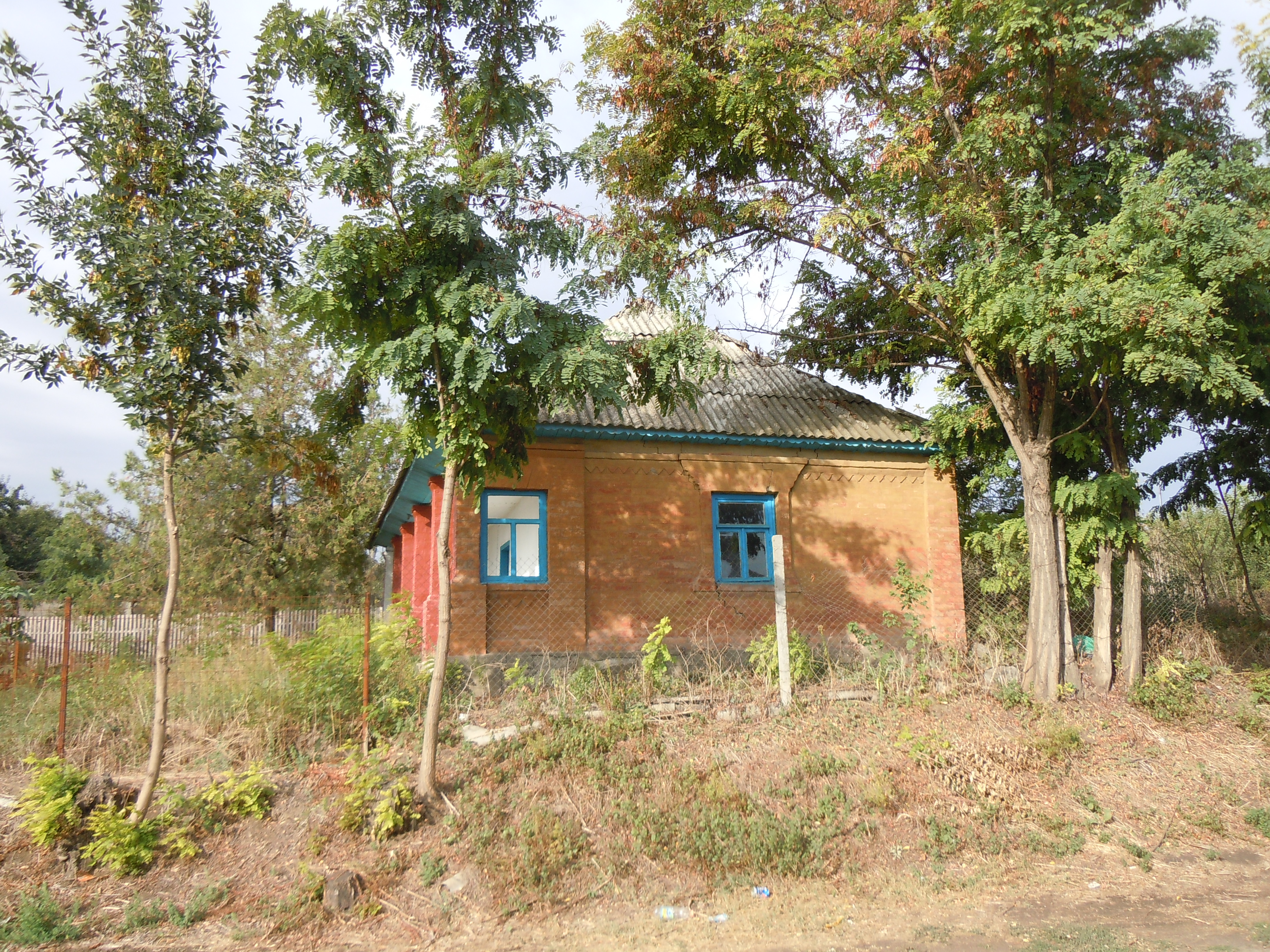
Старий будинок
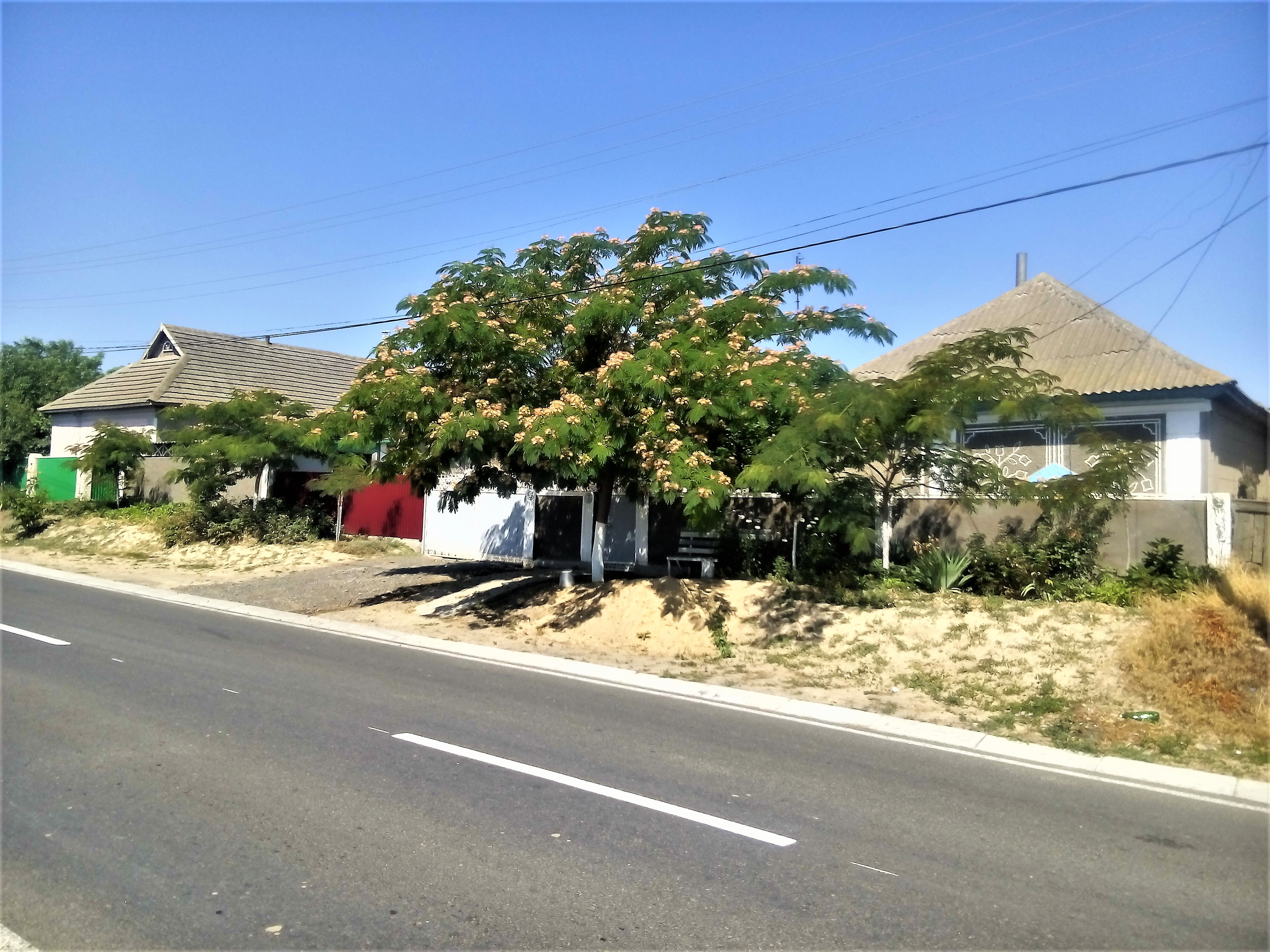
Типова хата
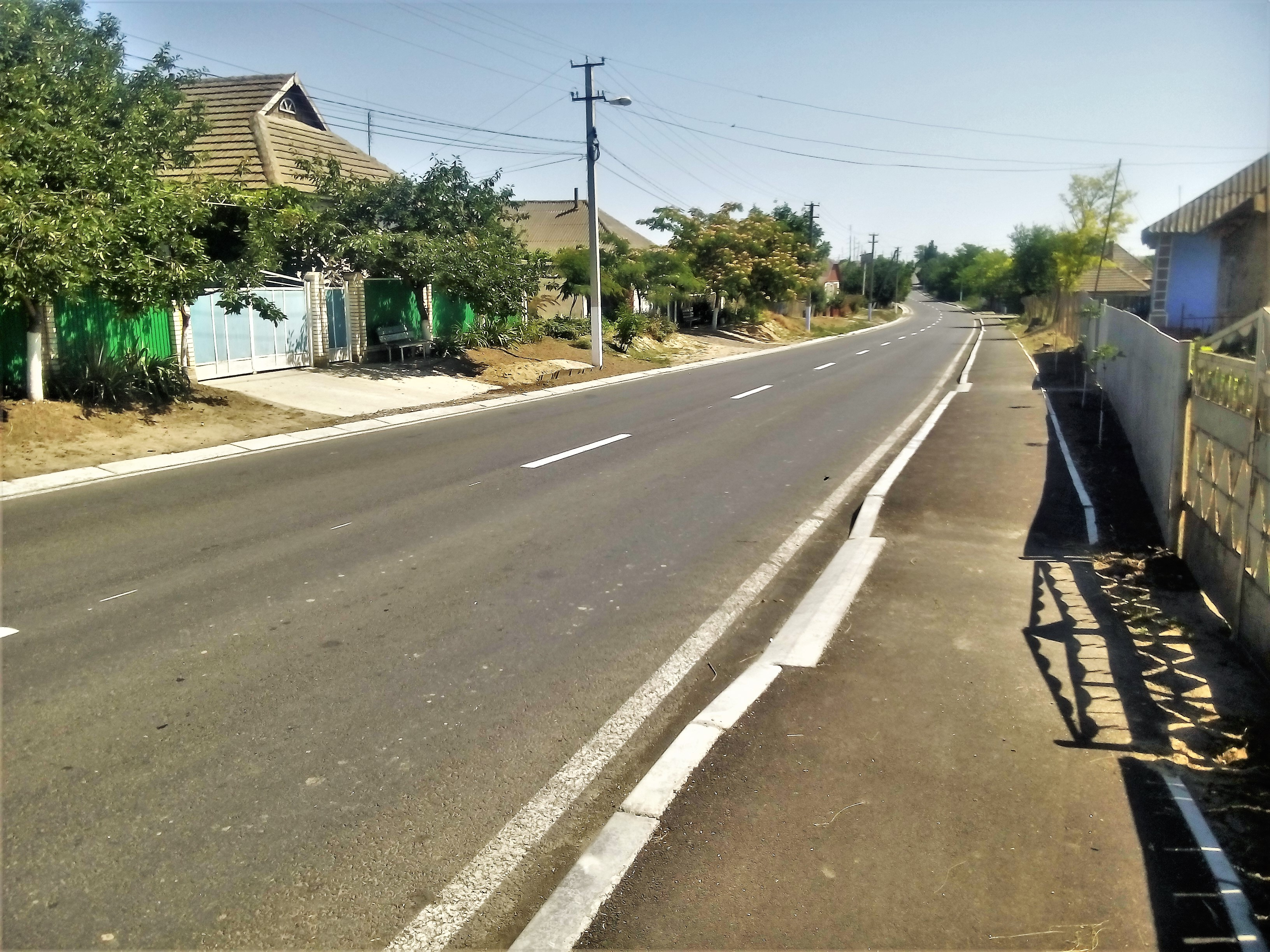
Центральна вулиця, траса Одеса-Рені, оновлена в 2018 році
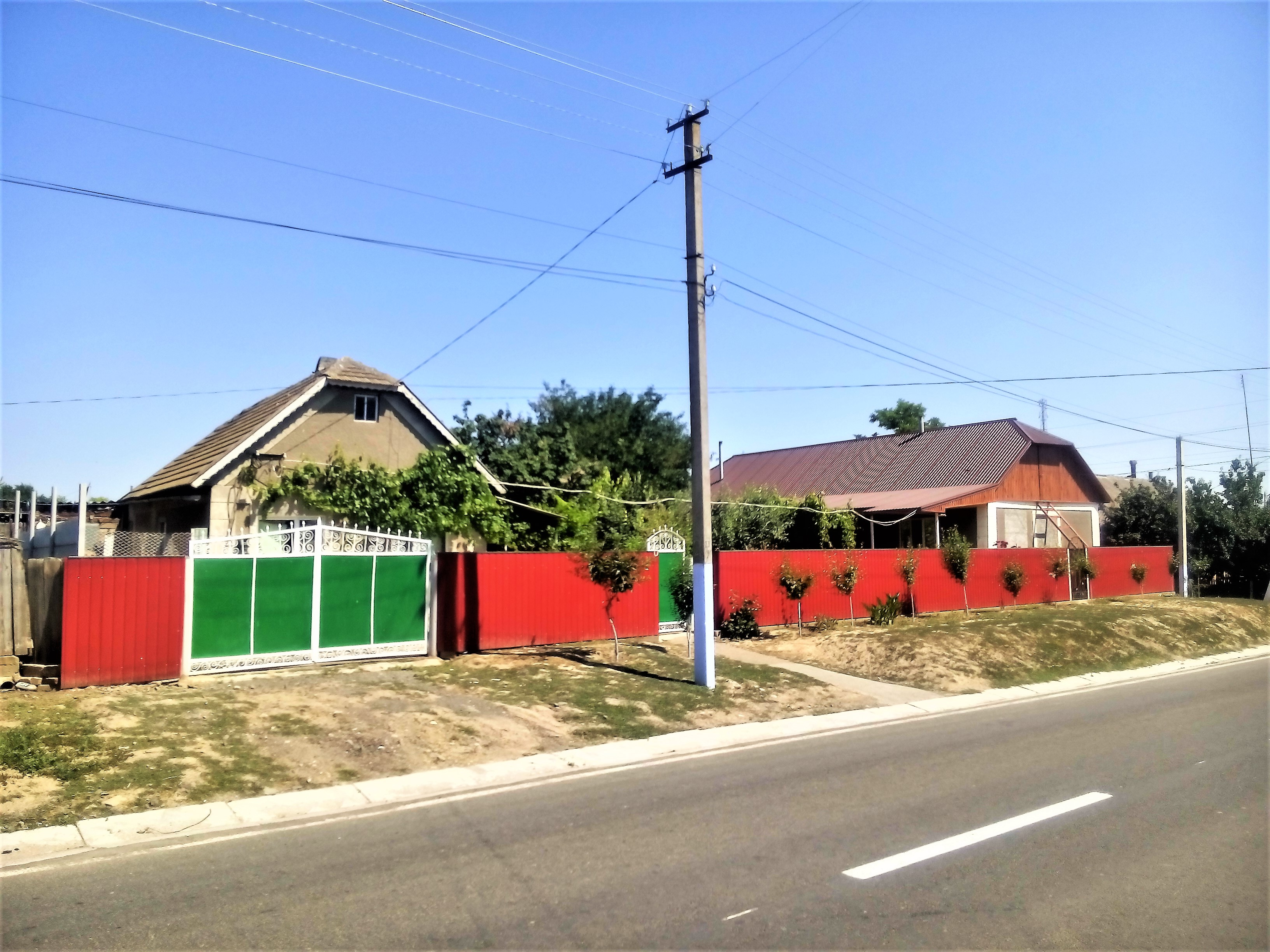
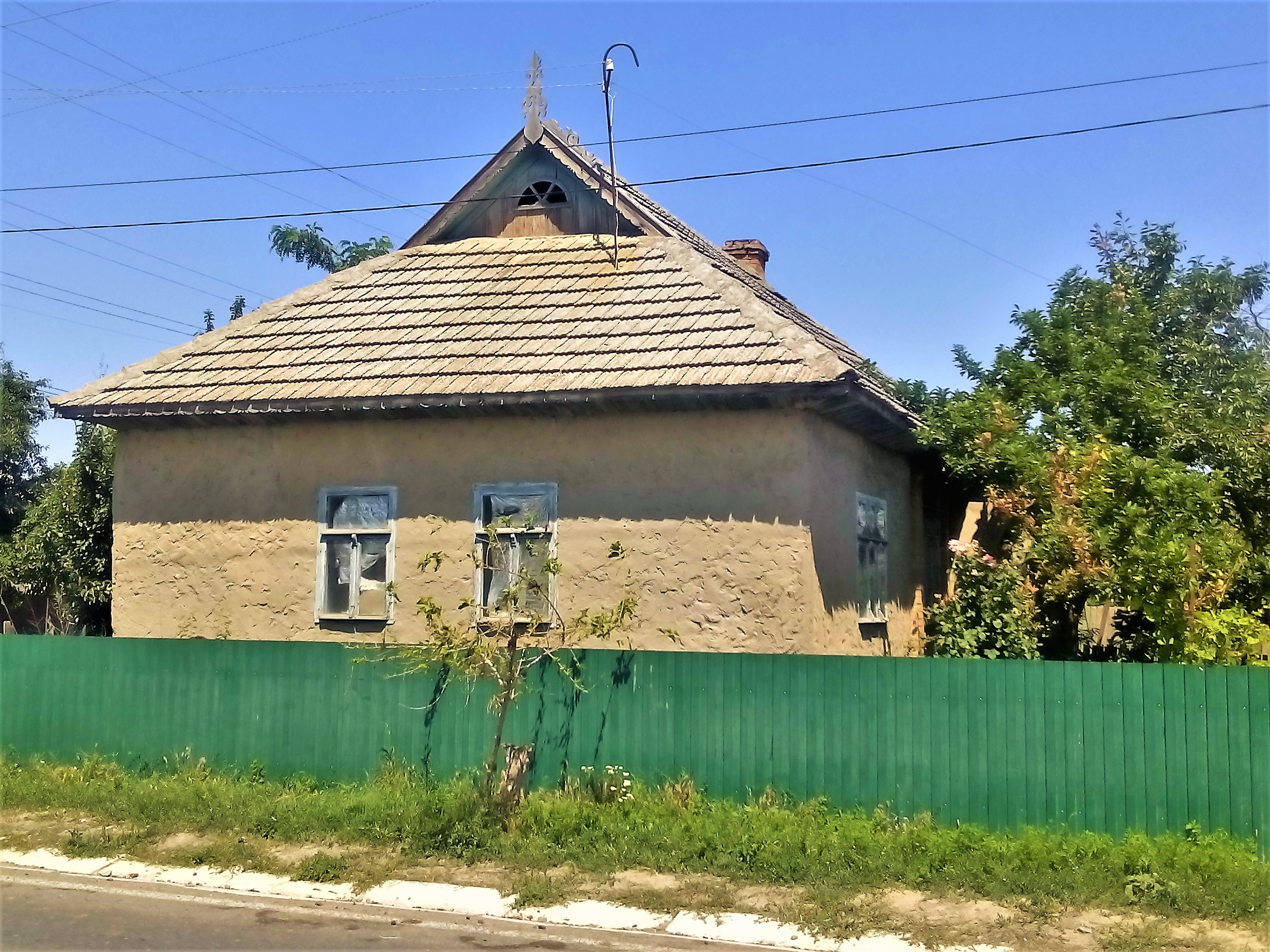
Мазана хата
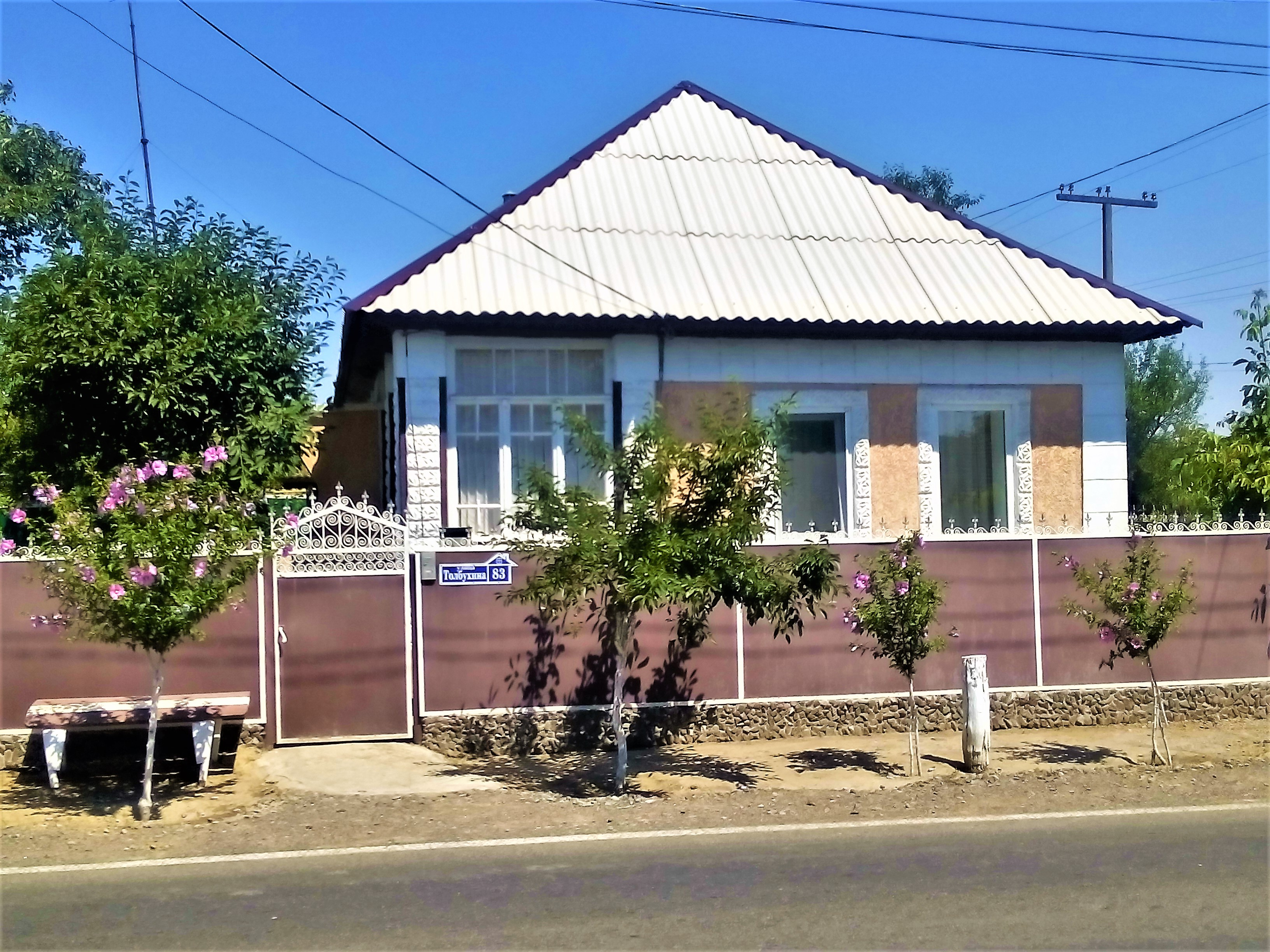
Хата на Тоблухіна 83
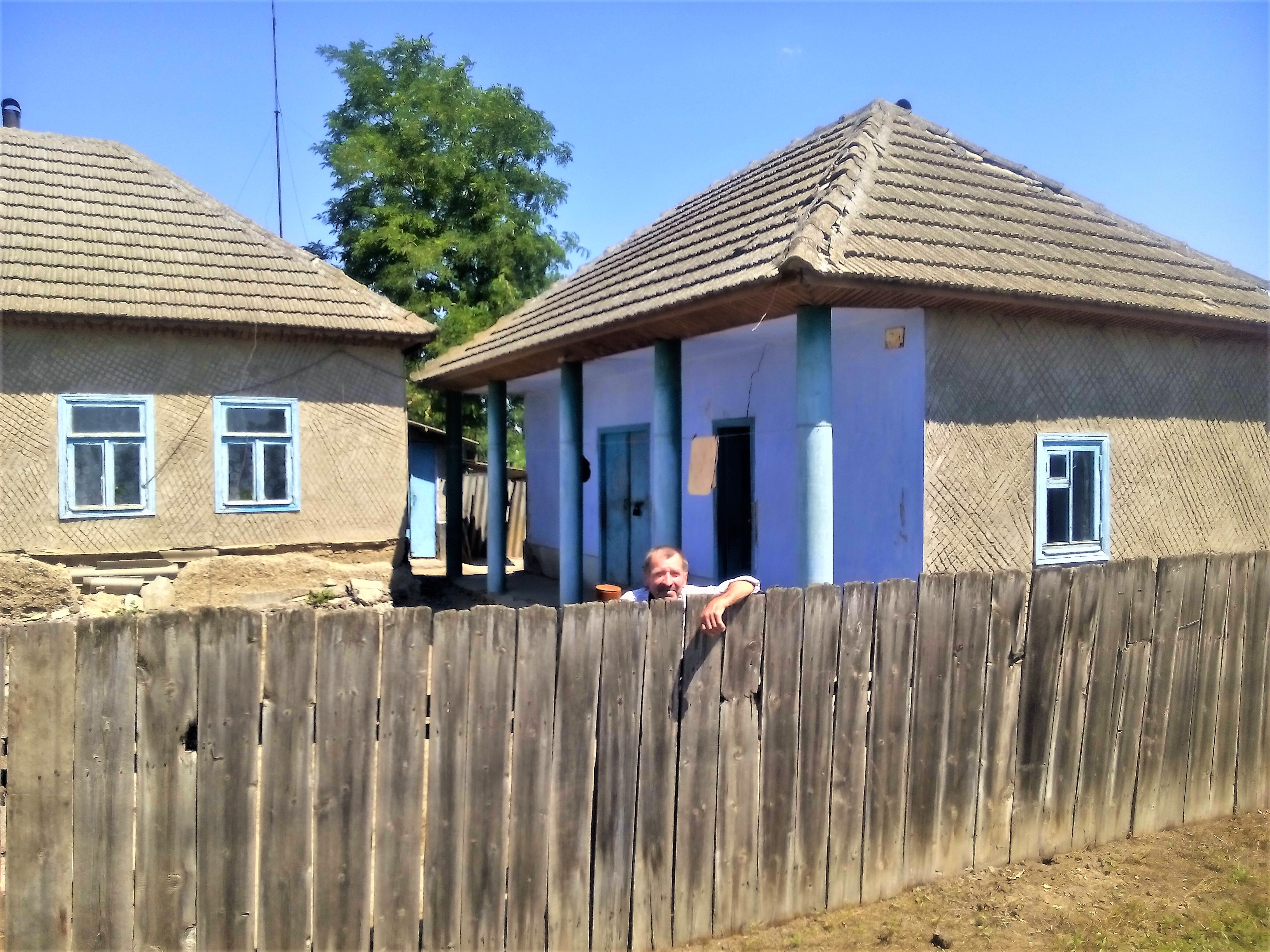
Місцевий мешканець
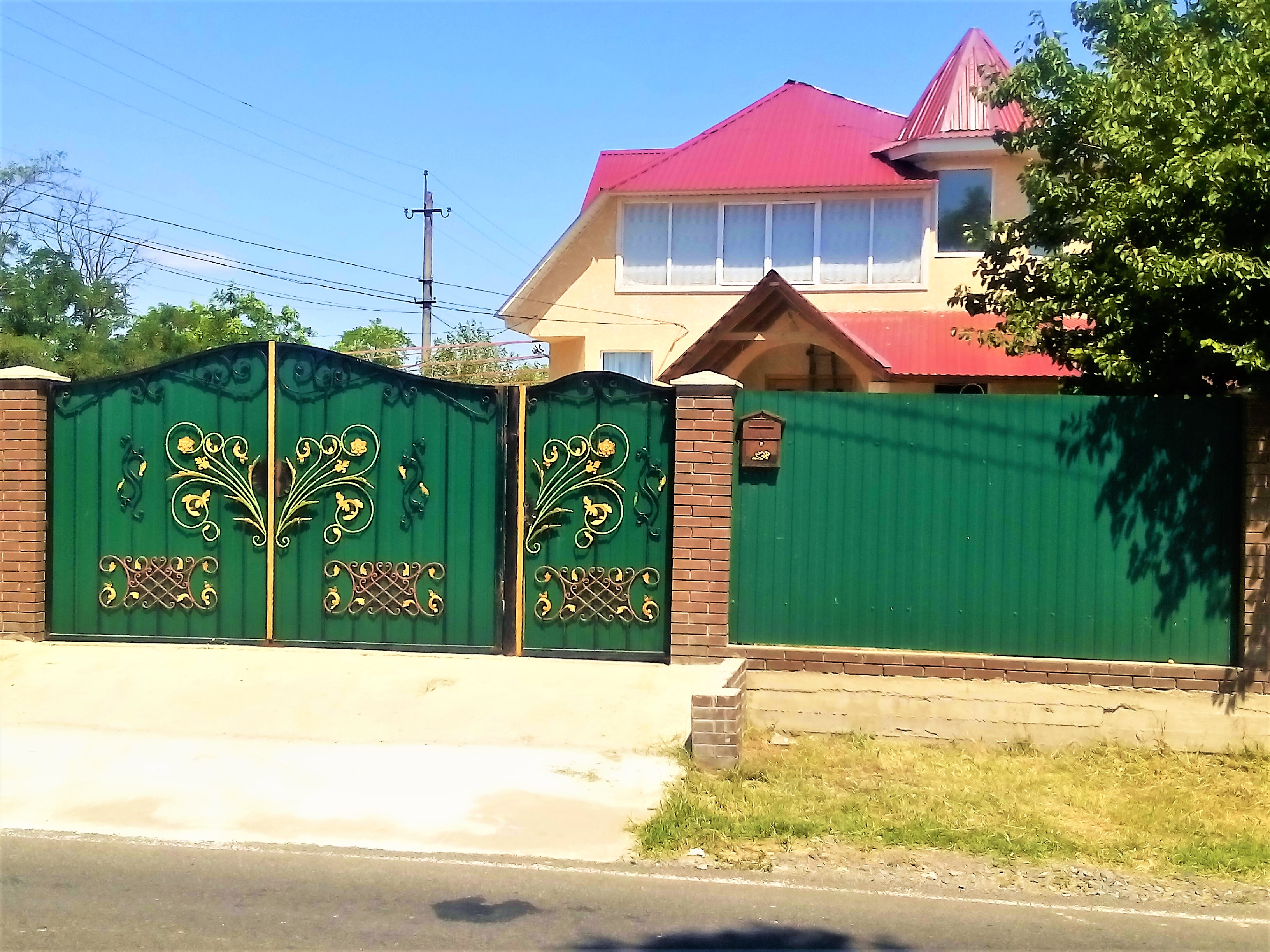
Нова хата
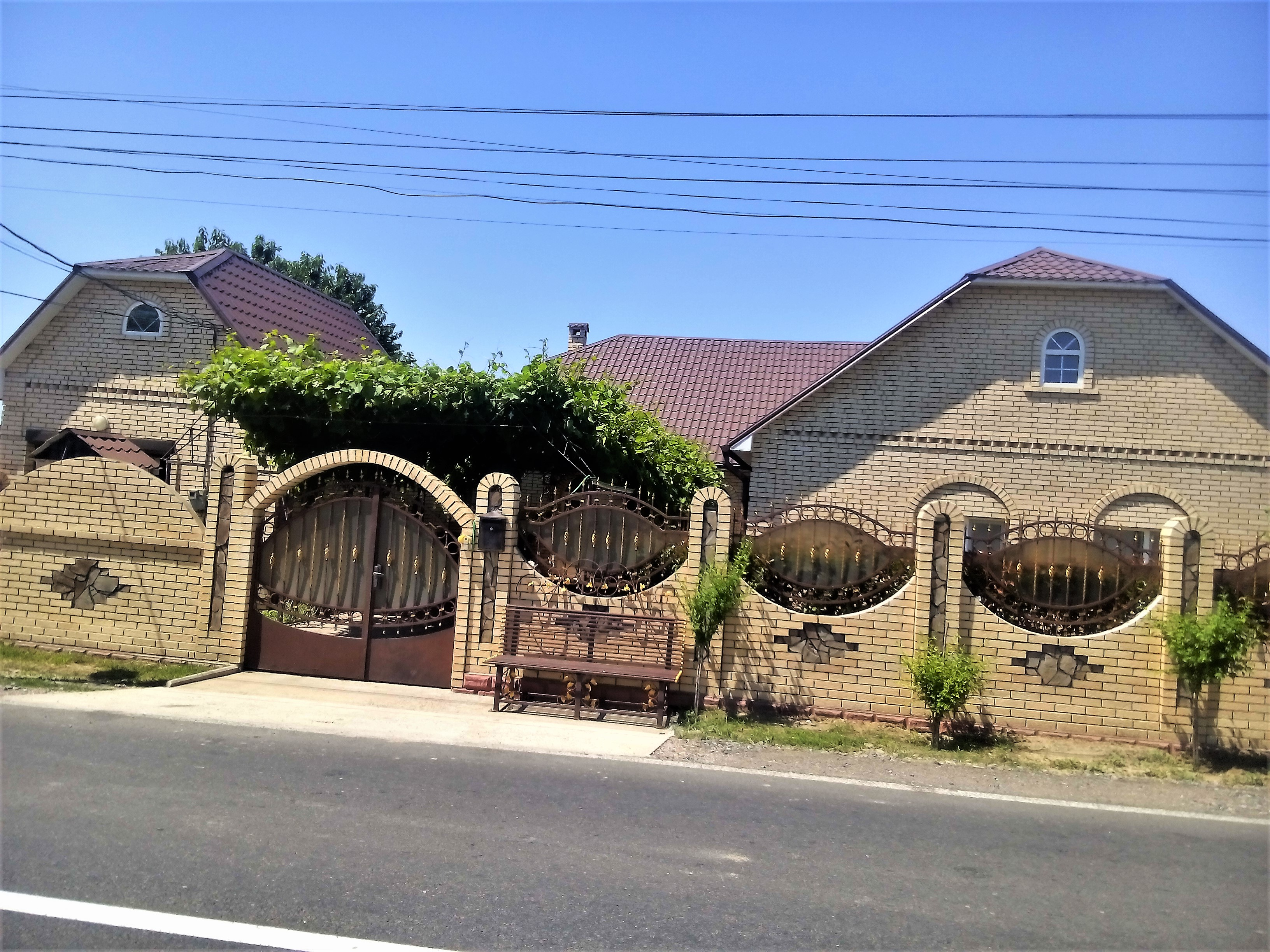
Нова хата
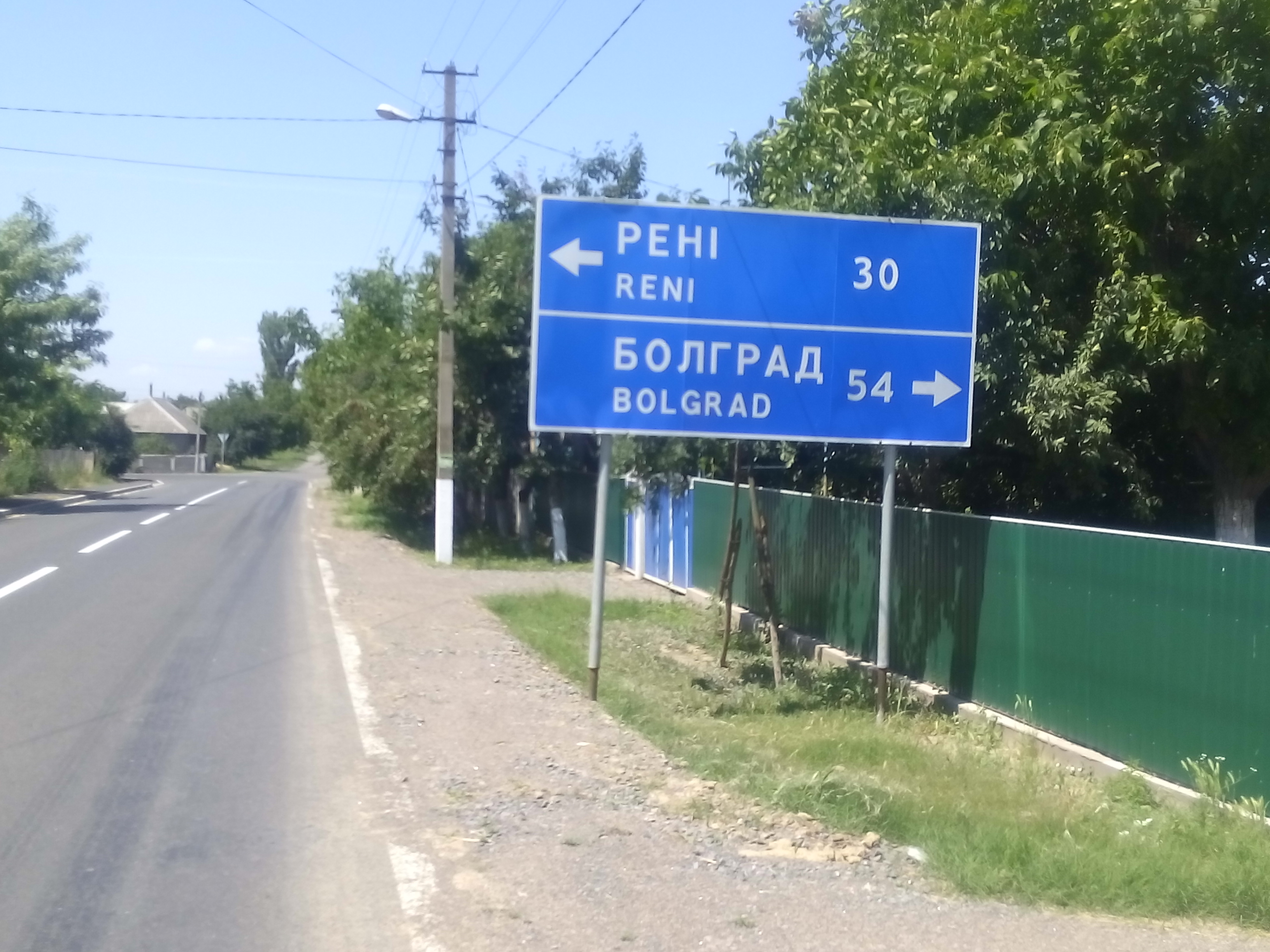
Вказівник Рені 30 та Болград 54
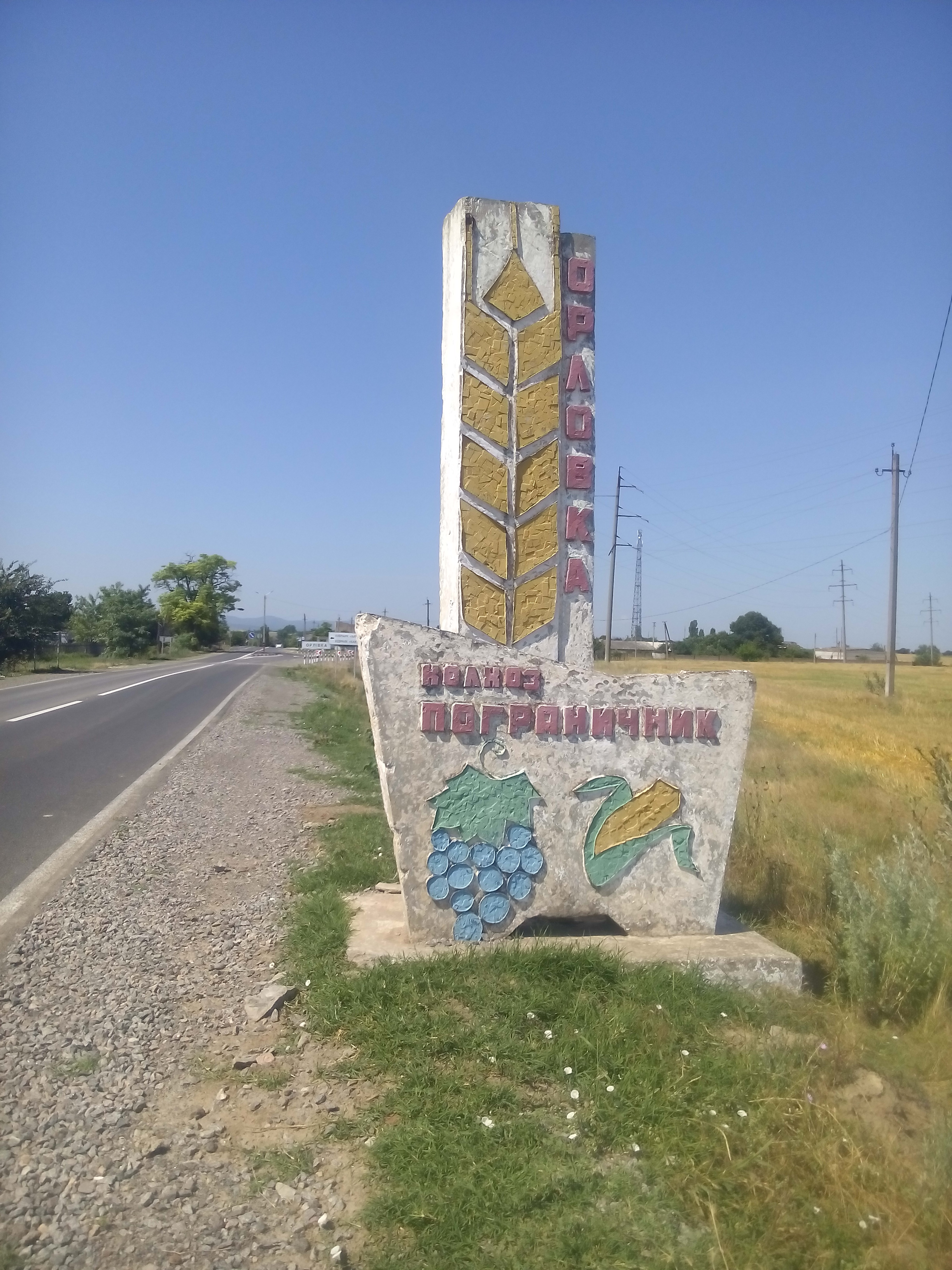
Колхоз Пограничник - радянський вказівник
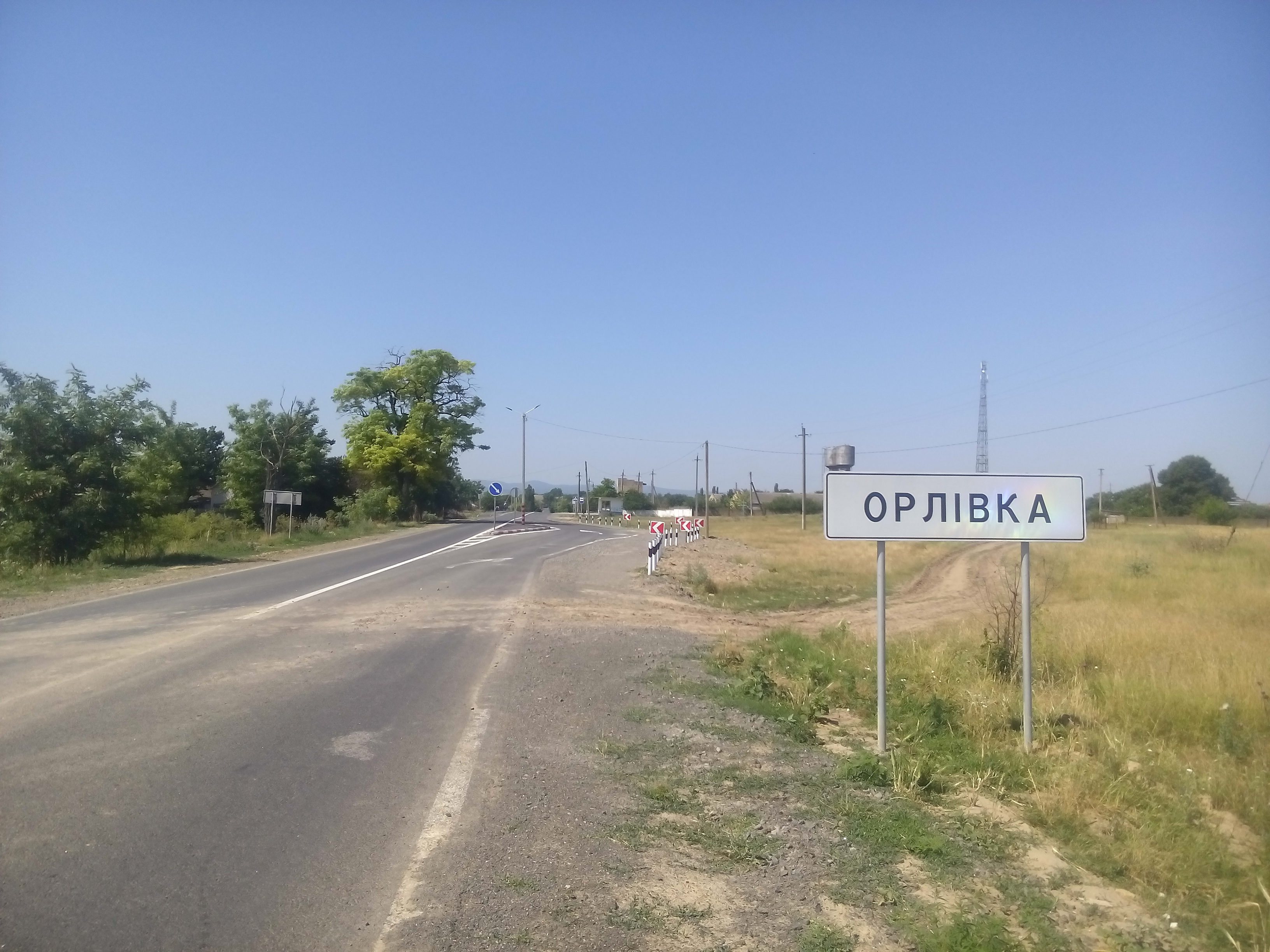
Табличка Орлівка
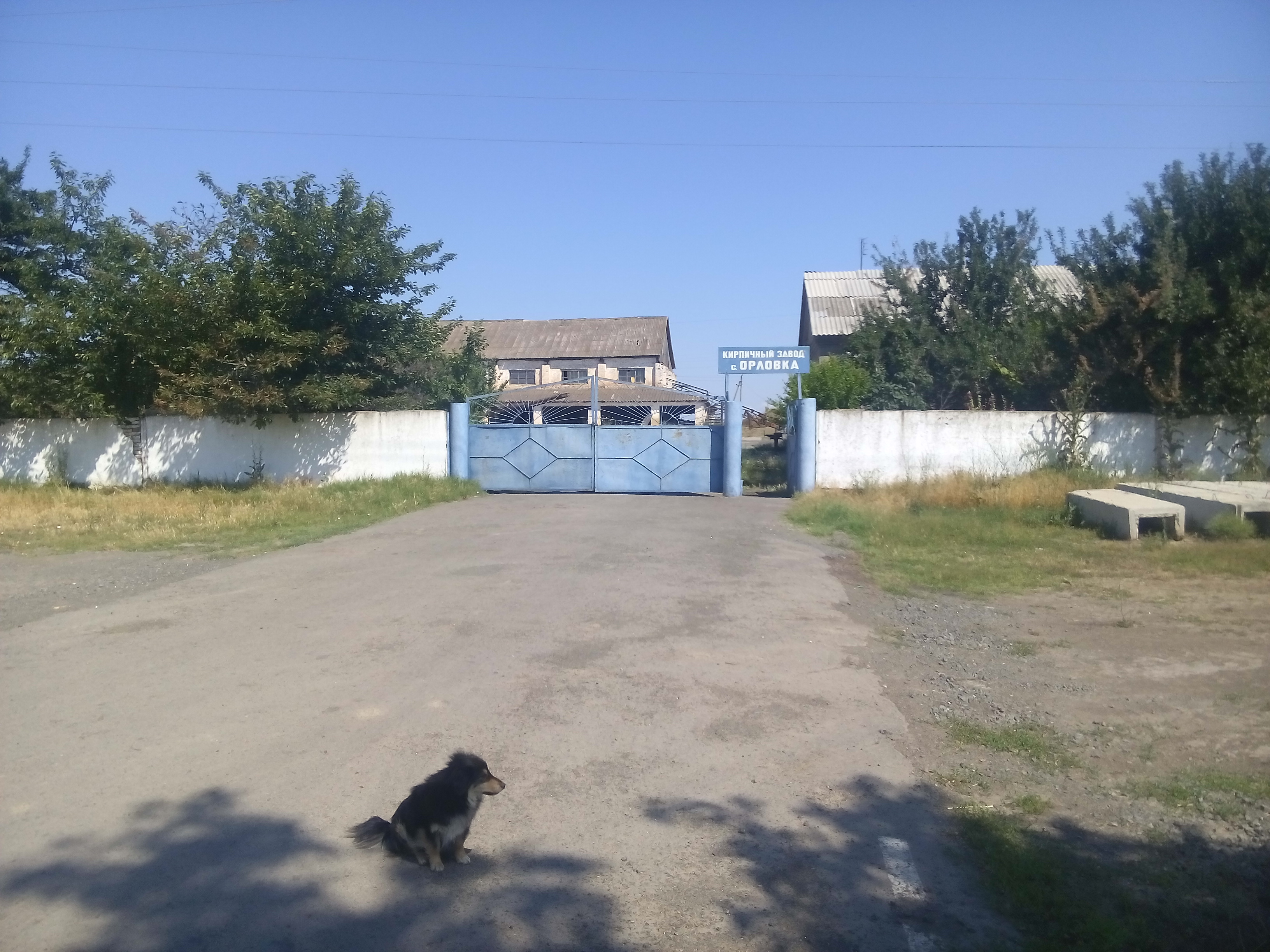
Цегельний завод
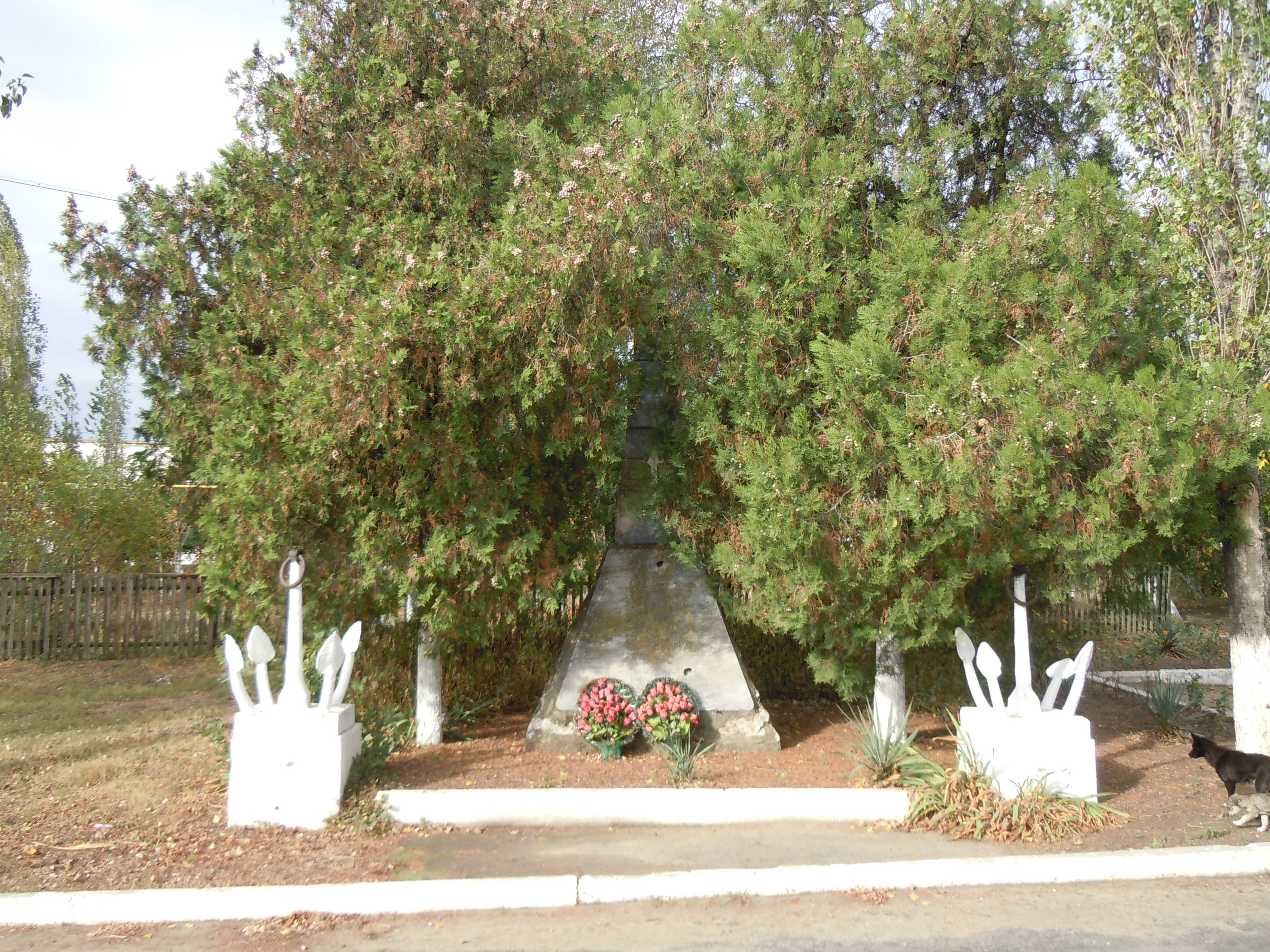
Пам'ятник учасникам Першої світової війни
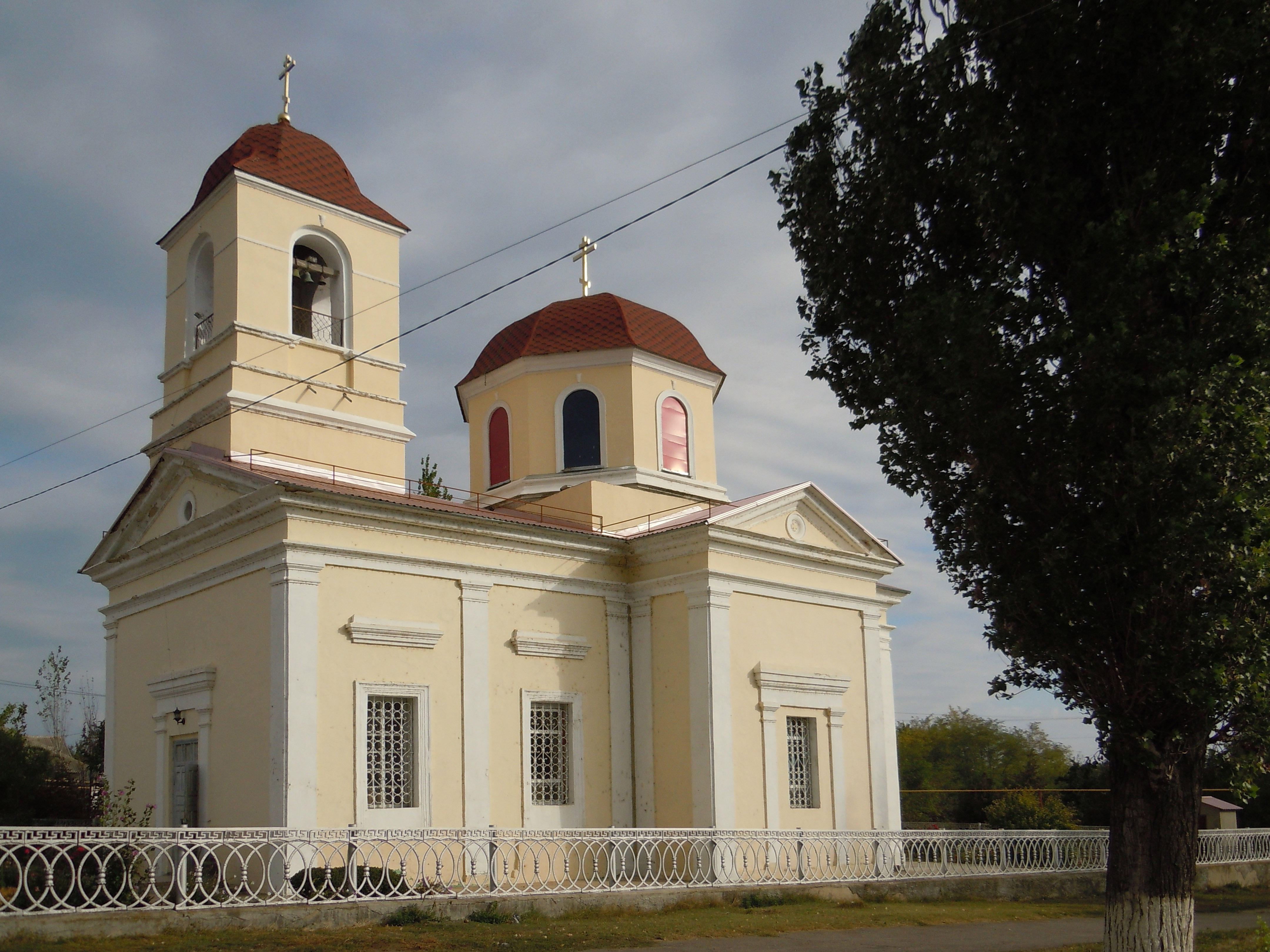
Свято-Миколаївська церква